# Радомир Мандов
Радомир Иванов Мандов е български художник.

## Биография и творчество
Радомир Иванов Мандов е роден на 8 януари 1883 г. в Казанлък. Родът на баща му – учителя Иван Мандов, е от Шипка и той и брат му художника Дечко Мандов свързват детството и юношеството си с тези две места. Оформя пристрастията си към изобразителното изкуство на границата между 19 и 20 век и макар да споделя съдбата на стотиците живописци от своето време – изкуството му не успява да достигне най-високи измерения, той е ценна и неотменима част от развитието на българското изкуство.
През 1901 г. бъдещият художник е командирован от основателя на казанлъшкия „Музей за старини и изкуства“ Петър Топузов до Асеновград, за да направи акварелен пейзаж на средновековна крепост. Със създадената творба „Останки от цар Асеновата крепост“ се поставя началото на най-старата художествена сбирка в страната – тази на днешната Художествена галерия - Казанлък. Така творческата кариера на Радомир Мандов започва на 18-годишна възраст. През 1903 г. постъпва в Държавното рисувателно училище, учи живопис при професорите Иван Ангелов и Иван Мърквичка. Завършва през 1908 г. и се завръща в родния си град. Тук създава поредица акварелни пейзажи от околностите на Казанлък, Старата река, Тюлбето, Стара планина и близките села. Поканен е да рисува различните моменти от активно залесяващите се в този период крайградски терени, като тази чисто документална задача той превръща в десетки пейзажи с художествена стойност. През 1909 г. организира първата си самостоятелна изложба с акварели и маслени платна от последните пет години.
По време на войните заминава на фронта. През 1913 г. създава силно въздействащата си творба „Атака“. На следващата година се установява в София. Става член на Дружеството „Съвременно изкуство“, в чиито общи изложби участва редовно. През Първата световна война отново се връща на фронта, като от този период остават няколко произведения, между които камерния „Портрет на полк. Манев“ от 1917 г. През следващите няколко години се отдава на битовите теми и основно на пейзажа. Най-активният му период е през 30-те години. От тогава са неговите „Овчарче“, „Пастирки“, „Селянки“ (1933), „Жътва“ (1933), „Старец пали лула“, „Ръченица“ (1941), „Созопол“ (1933), както и „Пейзаж с воденица“, „Пейзаж с дървета и река“, „Зимен пейзаж с река“ и др. Паралелно с това рисува стенописи и декорации на храмове в Етрополе, Павел Баня, Пловдив, Долни Дъбник, Клисурския манастир, Красно село и др. През 1937 г. получава наградата „Св. Климент Охридски“. През 40-те рисува известните си „Крънска кория“, „Пейзаж с бикове“ (позната и като „Във вековната гора“, „Автопортрет“, „Ръченица“ (1941). През 1946 година организира последната си самостоятелна изложба – живопис. Умира на 1 октомври 1947 г. в София.
Негови творби са в художествените колекции на Националната художествена галерия, Софийската градска художествена галерия, Художествена галерия – Казанлък, Художествена галерия – Стара Загора и др.
Родът Мандови е популярен род на художници. Брат му Дечко Мандов (1886 – 1969 г.) е живописец, а проф. Иван Мандов (1914 – 1986 г.) – скулптор и дългогодишен преподавател по пластика в Художествената академия, е негов син.